# Schweizerische Technische Fachschule
Die Schweizerische Technische Fachschule (Schweizerische Technische Fachschule Winterthur, kurz STFW) ist eine Höhere Fachschule (Technikerschule) für die erweiterte berufliche Bildung auf Tertiärstufe in Winterthur.

## Geschichte
Im Rahmen der Wirtschaftskrise der 1930er Jahre wurde auf dem Areal der ehemaligen Spinnerei Hard 1935 das erste Schweizerische Berufslager für arbeitslose, jugendliche Metallarbeiter eröffnet. Diesem Beispiel folgten in der ganzen Schweiz 94 weitere Arbeitslager mitunter ein weiteres Lager für Elektrotechniker ebenfalls in der Hard. 1942 wurde ein weiterer Erweiterungsbau für Automechaniker erstellt. 1946 wurden die Arbeitslager von der Stiftung «Fachschule Hard» übernommen, die dort Weiterbildungskurse für organisierte. Die Fachschule blieb bis 1962 in der Hard, danach bezog sie einen Neubau bei ihrem heutigen Standort im Schlosstal, jedoch noch auf Quartiergebiet von Oberfeld. 1972 nahm die Schule ihren heutigen Namen an.

## Angebot
An der Schule besuchen jährlich 7'300 Personen Kurse und Fortbildungen. Die Schule bietet – unterteilt in drei Abteilungen – neben Kursen folgende Weiterbildungen mit anerkannten Abschlüssen an:

### Fahrzeugtechnik
- Eidgenössischer Fachausweis
  - Automobildiagnostiker
  - Kundendienstberater
  - Disponent für Transport und Logistik
  - Technischer Kaufmann

### Elektro- und Kommunikationstechnik
- Höhere Fachprüfung HF
  - dipl. Techniker HF
    - Kommunikationstechnik
    - Informatik
    - Elektrotechnik
- Höhere Fachprüfung mit eidg. Diplom
  - dipl. Elektroinstallateur
  - dipl. Telematiker
- Eidgenössischer Fachausweis
  - Elektro-Sicherheitsberater
  - Elektro-Projektleiter
  - Telematik-Projektleiter
  - Technischer Kaufmann

### Gebäudetechnik
- Eidgenössischer Fachausweis
  - Chefmonteur Heizung
  - Spengler-Polier
  - Chefmonteur für Sanitär
  - Feuerungsfachmann
  - Wärmefachmann
  - Fachmann Wärmesysteme (Systemtechnik)
  - Projektleiter Sicherheitssysteme
  - Technischer Kaufmann
- Zertifikate
  - Gebäudeautomatiker Zertifikat STFW
  - Service-Monteur für Lüftung/Klima Zertifikat suissetec
  - SES zertifizierte EMA-Fachperson